# آژانس ویلیام موریس
آژانس ویلیام موریس (انگلیسی: William Morris Agency) شرکت تبلیغات و استعدادیابی آمریکایی بود، که در سال ۱۸۹۸ تأسیس شد و در سال ۲۰۰۹ در پی ادغام با شرکت اندیور، منحل گردید.